# Марк Вебб
Марк Престон Вебб (англ. Marc Preston Webb; нар. 31 серпня 1974 року) — американський кінорежисер та кліпмейкер. Вебб здійснив свій режисерський дебют у 2009 році, знявши романтичну комедію під назвою «500 днів літа», а у 2012 році став режисером фільму «Нова Людина-павук», який є перезапуском оригінальної серії фільмів про Людину-павука режисера Сема Реймі.

## Біографія
Марк Вебб народився у місті Блумінгтон, штат Індіана, у родині Маргарет Рут та Нормана Лотта Вебба, вчителів математики в Університеті Вісконсин-Медісон. Коли Марку було 18 місяців, його родина переїхала до Медісона, штат Вісконсин, де він і виріс. У 1992 році Вебб закінчив вищу школу Медісона та вступив до Університету Вісконсин-Медісон, який закінчив зі ступенем бакалавра з англійської мови.
Прем'єра повнометражного дебюту Вебба, «500 днів літа» з Джозефом Гордоном-Левіттом та Зоуї Дешанел в головних ролях, відбулась у липні 2009 року. Фільм отримав позитивні відгуки критиків і отримав численні престижні нагороди, зокрема Satellite Award на найкращий оригінальний сценарій. У січні 2010 року Вебб уклав контракт з кінокомпанією Columbia Pictures на зйомки фільму «Нова Людина-павук», прем'єра якого відбулась у липні 2012 року. Головні ролі у фільмі виконали Ендрю Гарфілд та Емма Стоун. У квітні 2014 року вийшло продовження фільму — «Нова Людина-павук 2. Висока напруга».

## Фільмографія

### Художні фільми
- 500 днів літа (2009)
- Нова Людина-Павук (2012)
- Нова Людина-павук 2. Висока напруга (2014)
- Обдарована (2017)
- Єдиний живий хлопець у Нью-Йорку (2017)
- Білосніжка (2025)

### Телебачення
- «Менеджер і продавець», Офіс (2010; режисер)
- «Пілотний епізод», Самотня зірка (2010; режисер)
- «Поле битви» (2012; виконавчий продюсер)
- «Пілотний епізод», Області темряви (2015; режисер)
- «Джош просто тут живе!», Пришелепкувата колишня (2015; режисер)
- «Де друг Джоша?», Пришелепкувата колишня (2016; сценарист, режисер)
- «Пілотний епізод», Інстинкт (2018; режисер)
- «Суспільство» (телесеріал, 2019)

### Музичні кліпи
1997
- Blues Traveler — «Canadian Rose»

1998
- Анастейша — «Not That Kind»

1999
- Earth to Andy — «Still After You»

2000
- Cold — «Just Got Wicked»
- Сантана та Musiq — «Nothing at All»
- Анастейша — «Not That Kind»

2001
- Зірки фільми «На зв'язку» та Ленс Басс — «On the Line»
- 3 Doors Down — «Duck and Run»
- Good Charlotte — «Motivation Proclamation»
- AFI — «The Days of the Phoenix»
- Big Dumb Face — «Duke Lion»
- Oleander — «Are You There?»
- Green Day — «Waiting»
- Good Charlotte — «Festival Song»
- Live — «Simple Creed»
- Professional Murder Music — «Slow»
- Stereomud — «Pain»
- Godhead — «Eleanor Rigby»
- Live та Tricky — «Simple Creed»
- Pressure 4-5 — «Beat the World»
- Tru Vibe — «On the Line»

2002
- Unwritten Law — «Seein' Red»
- Counting Crows — «American Girls»
- Soil — «Unreal»
- Puddle of Mudd — «She Hates Me»
- Maroon 5 — «Harder to Breathe»
- Hatebreed — «I Will Be Heard»
- The Wallflowers — «When You're on Top»
- O-Town — «These Are the Days»
- Hoobastank — «Remember Me»
- Disturbed — «Remember»

2003
- Cold — «Stupid Girl»
- P.O.D — «Sleeping Awake»
- AFI — «The Leaving Song Pt. II»
- Сантана та Алекс Бенд — «Why Don't You & I»
- 3 Doors Down — «Here Without You»
- Memento — «Saviour»
- Wakefield — «Say You Will»
- MxPx — «Everything Sucks»
- P.O.D — «Will You»
- Brand New — «Sic Transit Gloria… Glory Fades»

2004
- P.O.D — «Change the World»
- Гевін Дегро — «I Don't Want to Be»
- Smile Empty Soul — «Silhouettes»
- Puddle of Mudd — «Heel over Head»
- Midtown — «Give It Up»
- Yellowcard — «Ocean Avenue»
- My Chemical Romance — «I'm Not Okay (I Promise)»
- Sparta — «Breaking the Broken»
- Джессі Маккартні — «Beautiful Soul»
- Dirty Vegas — «Walk into the Sun»
- Coheed and Cambria — «Blood Red Summer»
- Switchfoot — «Dare You to Move» (версія 2)
- Hoobastank — «Disappear»

2005
- Jimmy Eat World — «Work»
- Деніел Паутер — «Bad Day»
- The Used — «All That I've Got»
- My Chemical Romance — «Helena»
- Snow Patrol — «Chocolate»
- Low Millions — «Eleanor»
- Трей Сонгз та Twista — «Gotta Make It»
- Antigone Rising — «Don't Look Back»
- Hot Hot Heat — «Middle of Nowhere»
- Incubus — «Make a Move»
- Гіларі Дафф — «Wake Up»
- My Chemical Romance — «The Ghost of You»
- Ешлі Сімпсон — «Boyfriend»
- Деніел Паутер — «Free Loop (One Night Stand)»
- Yellowcard — «Lights and Sounds»
- Weezer — «Perfect Situation»

2006
- The All-American Rejects — «Move Along»
- Matisyahu — «Youth»
- Aly & AJ — «Rush»
- Деніел Паутер — «Lie to Me»
- Yellowcard — «Rough Landing, Holly»
- AFI — «Miss Murder»
- Ешлі Сімпсон — «Invisible»
- Fergie — «London Bridge»
- Регіна Спектор — «Fidelity»
- Evanescence — «Call Me When You're Sober»
- AFI — «Love Like Winter»
- The Pussycat Dolls та Timbaland — «Wait a Minute»
- Barefoot — «Rain»
- Тедді Гейджер — «These Walls» (версія 2)

2007
- Good Charlotte — «The River»
- Relient K — «Must Have Done Something Right»
- P. Diddy — «Last Night»
- My Chemical Romance — «I Don't Love You»
- My Chemical Romance — «Teenagers»
- My Chemical Romance — «Blood»
- Evanescence — «Good Enough» (спільно з Річем Лі)
- Blaqk Audio — «Stiff Kittens» (спільно з Річем Лі)
- Регіна Спектор — «Fidelity»
- Fergie — «Clumsy» (спільно з Річем Лі)
- Майлі Сайрус — «Start All Over»

2008
- Maroon 5 — «Goodnight, Goodnight»
- Nelly та Fergie — «Party People»
- The All-American Rejects — «Gives You Hell»

2009
- Green Day — «21 Guns»
- She & Him — «Why Do You Let Me Stay Here?» (версія 2)
- Green Day — «21st Century Breakdown»
- Weezer — «(If You're Wondering If I Want You To) I Want You To»

2010
- Green Day — «Last of the American Girls»

2017
- ZAYN та Sia — «Dusk Till Dawn»